# Pëtr Petrovič Konovnicyn
Pëtr Petrovič Konovnicyn, in russo Пётр Петрович Коновницын? (Charkiv, 1764 – Peterhof, 1822), è stato un nobile e generale russo.

## Biografia
Era figlio di Pëtr Petrovič Konovnicyn, e di sua moglie, Anna Rodzianka. Ricevette un'ottima educazione in casa.

## Carriera
Nel 1785 entrò nel Reggimento Semënovskij e ricevette il suo battesimo del fuoco durante la guerra russo-svedese (1788-1790). Nel 1791 divenne aiutante di campo di Grigorij Aleksandrovič Potëmkin durante la guerra contro la Turchia. A Iași incontrò e fece amicizia con Michail Illarionovič Kutuzov.
Dopo la conclusione della guerra contro i turchi con il grado di tenente colonnello, partecipò alle operazioni militari contro i confederati polacchi, dove il suo reggimento prese parte alla battaglia di Chełm.
Nel 1797 venne promosso al grado di maggior generale, divenne comandante del 5º reggimento dei granatieri e, in seguito, del 63º reggimento di fanteria. Nel 1798 si ritirò nella sua tenuta a Kjarov, fuori San Pietroburgo.
Nel 1806, con lo scoppio delle Guerre napoleoniche, Pëtr fu nominato, da Alessandro I, capo della milizia nazionale della polizia della provincia di San Pietroburgo.
Grazie alla sua partecipazione alla conquista di Svartholm e di Suomenlinna, Pëtr venne nominato tenente generale.
Nel gennaio 1813 fu nominato comandante del reggimento dei granatieri. La prima battaglia, alla quale partecipò nel reggimento dei granatieri, fu la battaglia di Lützen.
Il 12 dicembre 1815 è stato nominato alla carica di ministro della guerra. Nel dicembre 1817 venne promosso al grado di generale di fanteria. L'11 maggio 1819 fu costretto a chiedere ad Alessandro I il congedo per cure mediche.

## Matrimonio
Sposò, il 17 aprile 1801, Anna Ivanovna Korsačova (1769-1843). Ebbero cinque figli:
- Elizaveta Petrovna (1802-1867);
- Pëtr Petrovič (1803-1830);
- Ivan Petrovič (1806-1867);
- Grigorij Petrovič (1809-1846);
- Aleksej Petrovič (1812-1852).

## Morte
Nel 1819 fu elevato al titolo di conte. Morì nel 1822 e fu sepolto nella tenuta di famiglia.